# Simlish
Simlish é uma linguagem construída desenvolvida pelo designer de jogos Will Wright para a série de jogos Sim desenvolvida pela Electronic Arts.
Durante o desenvolvimento de SimCopter (1996), Wright procurou evitar linguagens do mundo real, acreditando que os jogadores iriam demonstrar desdém por diálogos repetitivos. Para o lançamento de The Sims, Maxis gravou centenas de clipes de voz com cadências únicas e nuances emocionais.
Simlish é destaque na franquia The Sims e em sua série spinoff MySims. Desde então, foi estendido a vários videogames da série Sim, incluindo SimCity 4 (2003), SimCity Societies (2007), SimCity (2013) e SimCity BuildIt (2014) da série de jogos SimCity.  Simlish aparece como uma linguagem em Spore (2008) e Sid Meier's SimGolf (2004) da Firaxis Games.

## História
Durante o desenvolvimento do SimCopter (1996), o designer Will Wright evitou explicitamente o uso de linguagens do mundo real, de modo que os jogadores pudessem ressoar com as emoções dos personagens em vez de com sua fala. A equipe de diálogo inicial - composta por Wright, o líder de áudio Robi Kauker, a diretora de voz Claire Curtin, o designer de som Kent Jolly e o compositor Jerry Martin - começou usando instrumentos musicais que lembram o efeito sonoro "wah wah" ouvido em alguns especiais animados de Peanuts. A ideia de usar instrumentos musicais foi rapidamente descartada.
Wright experimentou vários idiomas do mundo real para usar no The Sims, incluindo Ucraniano, Navajo, Tagalog e Estoniano, mas enfrentou dificuldade em encontrar dubladores e desenvolver uma identidade única para o idioma; no que diz respeito à língua ucraniana, seu tom eslavo era inadequado para o projeto. Simlish finalmente se tornou uma combinação dessas línguas. Um dublador baseado em São Francisco, Stephen Kearin, contou que recebeu uma versão pidgin de Swahili e Cherokee. Kearin então sugeriu que ele falasse algo sem sentido, e Wright concordou. Até 2006, Kearin e sua contraparte feminina Gerri Lawlor serviram como atores Simlish.

### Desenvolvimento
Desde o lançamento do SimCopter, o Simlish se adaptou. Em The Sims (2000), ouve-se um trinado que se assemelha a um trinado espanhol, enquanto jogos posteriores optaram por favorecer as pronúncias de inglês. Surgiram dicionários online de Simlish, sinalizando um afastamento dos usos pragmáticos. De acordo com Kauker, The Sims teve de 3.000 a 4.000 eventos de voz divididos entre Kearin e Lawlor. Em The Sims 2 (2004), mais de 50.000 linhas de diálogo foram gravadas em uma equipe de 11 pessoas. Para The Sims 2, Maxis usou Max desenvolvido por Cycling '74 com o plugin de processador de sinal digital (DSP) e o plugin MSP de manipulação Jitter, ambos da Cycling '74.

## Fonologia
Embora o Simlish não se destine a ser uma linguagem estruturada, ele compartilha várias regras na forma como é pronunciado.

### Consoantes
As consoantes Simlish são limitadas; enquanto o inglês permite três consoantes seguidas, como na palavra "strong", as palavras simlish podem usar até duas consoantes sequencialmente. No entanto, como essas consoantes podem ser usadas de maneiras pouco ortodoxas em comparação com o inglês, como bwu.
|             | Labial | Alveolar | Pós-alveolar | Palatal | Velar | Glotal |
| ----------- | ------ | -------- | ------------ | ------- | ----- | ------ |
| Nasal       | m      | n        |              |         | ŋ     |        |
| Plosivo     | p b    | t d      | tʃ dʒ        | tɕ      | k ɡ   |        |
| Fricativa   | f v    | s z      | ʃ            |         |       | h      |
| Aproximante |        | l        | r            | j       | w     |        |

### Vogais
Em Simlish, algumas vogais podem tornar-se ditongadas. Por exemplo, e pode se tornar eɪ, e o pode se tornar oʊ.
|                        | Anterior | Central | Posterior |
| ---------------------- | -------- | ------- | --------- |
| Fechada                | i ɪ      |         | u         |
| Anterior quase fechada | e        | ǝ       | o         |
| Semiaberta             | æ        |         | ʌ ɔ       |
| Aberta                 |          |         | ɑ         |

### Sílabas e estresse
Simlish e Inglês têm uma quantidade igual de mascaramento energético e interferência acústico-fonética, mas enquanto a condição inglesa tem interferência linguística, Simlish não. Além disso, a condição Simlish não suprime o processamento semântico e, portanto, exige menos recursos.

### Fonotática
O autor do blog de linguística Wug Life argumentou que a fonotaxia do Simlish e do Inglês eram as mesmas, permitindo que artistas que falam Espanhol traduzissem sem esforço suas músicas para o Simlish devido às semelhanças no  fonotática do inglês e do espanhol. A postagem cita a falta de palavras em Simlish e em inglês sem vogais, como a palavra vlk, que significa "lobo" em Tcheco.

## Gramática

### Pronomes
A palavra "vou" ou "voo" significa "você" em Inglês. A palavra "ah" pode ser usada para demonstrar verbos autoinfligidos, como Ah sha noop! "Eu deveria saber!".

### Determinantes possessivos
Para demonstrar possessividade pessoal, a palavra “ma” pode ser usada.
Ma doctork. "Meu doutor."

### Verbos
No modo indicativo, a palavra "zerpa" significa "há" ou "há", como em Zerpa stamby imba bweb. "Tem um estranho na minha cama."

## Vocabulário
| Português | Simlish |
| --------- | ------- |
| bebê      | nooboo  |
| fogo      | fliblia |
| noite     | noop    |

Várias palavras Simlish são oficialmente reconhecidas, como nooboo “bebê” e fliblia “fogo”. O inglês pode ser transcrito para Simlish, como foi feito para transcrever músicas de Katy Perry para Simlish. Por exemplo, a palavra "boo leyar" é equivalente a "avenida", assim como "par" a "parque" e "crabbi car" a "cartão de crédito". A palavra "like" permanece inalterada entre inglês e simlish.

### Frases e palavras
- atohteh: Eu realmente preciso fazer xixi.[11]
- awasa poa: Estou entediado.[11]
- boobasnot: Eu não gosto de você.[11]
- oh feebee lay: Estou com fome.[11]
- o mee pooba: Estou grávida.[12]
- shpansa: Saúde.[11]
- wabadebadoo: [Literal ou figurativamente] estou pegando fogo.[11]

### Saudações
A saudação mais universalmente aceita em Simlish é sul sul, equivalente a aloha em havaiano. Pode ser usado para saudações ou despedidas.  Segundo os desenvolvedores, foi criado como uma frase emendada. Alternativamente, a frase o vwa vwaf sna "prazer em conhecê-lo" ou dag dag "adeus" pode ser usada.

## Sistema de escrita
No mundo do The Sims, o texto é frequentemente omitido dos sinais. Os sinais de parada em The Sims (2000), por exemplo, não têm texto e usam uma mão plana e branca contra um octógono vermelho para representar o objeto. O alfabeto Simlish não corresponde aos alfabetos latino ou cirílico. O símbolo do Simoleon – uma moeda usada em toda a série – é um símbolo monetário. Ao escrever textos, dingbats da fonte Wingdings aparece.

## Em outras mídias
Simlish aparece em Spore (2008), desenvolvido pela Maxis, bem como Sid Meier's SimGolf (2004) da Firaxis Games. Um aplicativo para dispositivos Amazon Alexa que entende Simlish foi lançado em 2019.

### Primária
1. 1 2 3  O pacote de expansão Apartment Life (2008) de The Sims 2 (2004) apresenta uma tradução da canção "Hot n Cold" de One of the Boys (2008) de Katy Perry que compartilha semelhanças com a versão em inglês.
2. ↑  O pacote de expansão Get to Work (2015) de The Sims 4 (2014) apresenta uma tradução do single de 2015 "Whistle (While You Work It)" de Katy Tiz que compartilha semelhanças com a versão em inglês.
3. ↑  A coleção de objetos Katy Perry's Sweet Treats (2012) de The Sims 3 (2009) apresenta uma tradução da canção "Last Friday Night (T.G.I.F.)" de Teenage Dream (2011) de Katy Perry que compartilha semelhanças com a versão em inglês.

### Secundária
1. 1 2  Adams 2011, p. 147.
2. 1 2 3 4  Kilbane, Brennan (7 de fevereiro de 2020). «A history of Simlish, the language that defined The Sims» [Uma história do Simlish, a linguagem que definiu The Sims]. The Verge (em inglês). Consultado em 12 de outubro de 2023. Cópia arquivada em 13 de agosto de 2023
3. ↑  Barnes, Adam (4 de fevereiro de 2020). «The Sims turns 20: Creator Will Wright reflects on the battle he waged to get one of the best games of all time made» [The Sims completa 20 anos: o criador Will Wright reflete sobre a batalha que travou para conseguir um dos melhores jogos de todos os tempos]. GamesRadar+ (em inglês). Consultado em 12 de outubro de 2023. Cópia arquivada em 28 de junho de 2023
4. 1 2 3 4  EJM (23 de fevereiro de 2020). «A Phonology of Simlish» [Uma Fonologia do Simlish]. Words, Words, Words (em inglês). Consultado em 12 de outubro de 2023. Cópia arquivada em 19 de maio de 2023
5. ↑  Valin, Ivan; Decaudin, Maxime (2018). «Hooba es game: Simulation and reality» [Hooba es game: Simulação e realidade]. Hoilok Lam (em inglês). Consultado em 12 de outubro de 2023. Cópia arquivada em 16 de maio de 2023
6. ↑  Jackson, Blair (Outubro de 2002). «From Scarface To Simlish» [Do Scarface ao Simlish]. Mix (em inglês). Cidade de Nova Iorque: Future US
7. 1 2  Brouwer et al. 2022, p. 578.
8. ↑  Brouwer et al. 2022, p. 581.
9. ↑  wuglife (3 de julho de 2013). «Simlish is an interesting case of a conlang» [Simlish é um caso interessante de conlang]. Tumblr (em inglês). Consultado em 12 de outubro de 2023. Cópia arquivada em 20 de abril de 2017
10. ↑  Campbell, Ian Carlos (10 de junho de 2021). «Japanese Breakfast did a Simlish cover for The Sims 4 because nonsense never gets old» [Japanese Breakfast fez uma capa em Simlish para The Sims 4 porque o absurdo nunca envelhece]. The Verge (em inglês). Consultado em 12 de outubro de 2023. Cópia arquivada em 8 de junho de 2023
11. 1 2 3 4 5 6 7  Tedesco, Lianna (7 de abril de 2023). «Essential Simlish Phrases To Add To Your Daily Vocabulary» [Frases essenciais em Simlish para adicionar ao seu vocabulário diário]. TheGamer (em inglês). Consultado em 12 de outubro de 2023. Cópia arquivada em 12 de setembro de 2023
12. ↑  Gilson, Dave (Maio de 2007). «Even Better Than the Real Thing» [Ainda melhor do que a coisa real]. Mother Jones (em inglês). São Francisco
13. ↑  Jackson, Gita (1 de março de 2019). «How The Sims Translates Pop Songs Into Simlish» [Como The Sims traduz músicas pop para Simlish]. Kotaku (em inglês). Consultado em 12 de outubro de 2023. Cópia arquivada em 23 de junho de 2023
14. ↑  Atwood, Jeff (9 de março de 2007). «Software Internationalization, SIMS Style» [Internacionalização de Software, Estilo SIMS]. Coding Horror (em inglês). Consultado em 12 de outubro de 2023. Cópia arquivada em 16 de maio de 2023
15. ↑  Cole, Chantelle (27 de março de 2019). «10 Things Most People Don't Know About Simlish» [10 coisas que a maioria das pessoas não sabe sobre Simlish]. TheGamer (em inglês). Consultado em 12 de outubro de 2023. Cópia arquivada em 16 de maio de 2023
16. ↑  Oakley, David (19 de março de 2021). «Look hard and play easy: SimGolf's secret to golf course design?» [Procure bem e jogue com facilidade: O segredo do SimGolf para o design de campos de golfe?]. Golf News Net (em inglês). Consultado em 12 de outubro de 2023. Cópia arquivada em 16 de maio de 2023
17. ↑  Jackson, Gita (9 de janeiro de 2019). «Official Sims Smart Speaker App Will Understand Simlish» [O aplicativo oficial de alto-falante inteligente Sims entenderá o Simlish]. Kotaku (em inglês). Consultado em 12 de outubro de 2023. Cópia arquivada em 19 de maio de 2023

### Trabalhos citados
- Adams, Michael (27 de outubro de 2011). From Elvish to Klingon: Exploring Invented Languages [Do Élfico ao Klingon: Explorando línguas inventadas]. Oxford: Imprensa da Universidade de Oxford. ISBN 9780191631603
- Brouwer, Susanne; Akkermans, Noortje; Hendriks, Lieke; van Uden, Hanne; Wilms, Veerle (2022). «"Lass frooby noo!" the interference of song lyrics and meaning on speech intelligibility.» ["Lass frooby noo!" a interferência das letras e do significado das músicas na inteligibilidade da fala]. Journal of Experimental Psychology: Applied. 28 (3). doi:10.1037/xap0000368. Consultado em 12 de outubro de 2023